# Општина Магуреле (Прахова)
Магуреле (рум. Măgurele) општина је у Румунији у округу Прахова.
Oпштина се налази на надморској висини од 251 m.